# Caenis insularis
Caenis insularis is een haft uit de familie Caenidae. De wetenschappelijke naam van de soort is voor het eerst geldig gepubliceerd in 1969 door Demoulin.
De soort komt voor in het Oriëntaals gebied.